# Batalla de la montaña Gvozd
La batalla de montaña Gvozd (húngaro: Gvozd-hegységi csata) se libró en el año 1097 luego de que las tropas del rey Colomán de Hungría penetrasen en territorio croata para reconquistar el territorio y derrocar al rey Petar Svačić, que habría sido electo por los nobles croatas en un intento por mantener su soberanía.

## Antecedentes
En 1091 falleció el rey croata Dmitar Zvonimir sin dejar herederos, y su esposa Helena de Hungría, hermana del rey Ladislao I de Hungría, pidió que las tropas húngaras tomasen el control del reino sin rey. De esta forma, Ladislao nombró gobernador del territorio croata a su sobrino el príncipe Álmos. Descontentos ante esta situación, los nobles croatas eligieron en 1093 a Petar Svačić como rey de Croacia y con éste a la cabeza comenzaron el proceso de expulsión del príncipe Álmos de Eslavonia. Tras la muerte de Ladislao en 1095, lo sucedería su sobrino Colomán, hermano de Álmos, quienes mantendrían conflictos armados leves por casi dos años contra el rey croata. Ladislao alegaría que el rey elegido en Croacia era ilegítimo y que los territorios habrían sido heredados a través de la hermana de Ladislao. Pronto reunió un poderoso ejército y se dirigió a Croacia.

## La batalla
El choque se libró en la montaña Gvozd, cuando los dos ejércitos se encontraron, después de que las tropas húngaras hubiesen cruzado el río Drava. La victoria resultó decisiva y al final de la lid pereció el rey Pedro II de Croacia.

## Consecuencias
Después de la batalla, Colomán de Hungría se hizo coronar rey de Croacia, y los territorios croatas fueron anexionados al Reino de Hungría, pasando a ser una provincia más. Así, el príncipe Álmos fue restituido en su cargo como gobernador de Croacia. Croacia obtendría su independencia de Hungría en 1918. 